# Temporada 1995-96 de Los Angeles Clippers
La temporada 1995-96 fue la duodécima de los Clippers en la NBA en su nueva localización de Los Angeles, y la decimoctava en el estado de California, tras moverse desde Búfalo (Nueva York), donde disputaron ocho temporadas con la denominación de los Buffalo Braves. La temporada regular acabó con 29 victorias y 53 derrotas, ocupando el décimo puesto de la conferencia Oeste, no logrando clasificarse para los playoffs.

## Elecciones en elDraft
| Ronda | Puesto | Jugador         | Posición  | Nacionalidad   | Universidad |
| ----- | ------ | --------------- | --------- | -------------- | ----------- |
| 1     | 2      | Antonio McDyess | Ala-Pívot | Estados Unidos | Alabama     |
| 2     | 53     | Constantin Popa | Pívot     | Rumania        | Miami (FL)  |

## Temporada regular
| División Pacífico        | División Pacífico | División Pacífico | División Pacífico | División Pacífico | División Pacífico | División Pacífico | División Pacífico | División Pacífico |
| Equipo                   | G                 | P                 | %                 | PD                | Casa              | Fuera             | Div               |                   |
| ------------------------ | ----------------- | ----------------- | ----------------- | ----------------- | ----------------- | ----------------- | ----------------- | ----------------- |
| y-Seattle SuperSonics    | 64                | 18                | .780              | –                 | 38–3              | 26–15             | 21–3              |                   |
| x-Los Angeles Lakers     | 53                | 29                | .646              | 11                | 30–11             | 23–18             | 17–7              |                   |
| x-Portland Trail Blazers | 44                | 38                | .537              | 20                | 26–15             | 18–23             | 11–13             |                   |
| x-Phoenix Suns           | 41                | 41                | .500              | 23                | 25–16             | 16–25             | 9–15              |                   |
| x-Sacramento Kings       | 39                | 43                | .476              | 25                | 26–15             | 13–28             | 11–13             |                   |
| Golden State Warriors    | 36                | 46                | .439              | 28                | 23–18             | 13–28             | 7–17              |                   |
| Los Angeles Clippers     | 29                | 53                | .354              | 35                | 19–22             | 10–31             | 7–17              |                   |

## Estadísticas

### Temporada regular
| Rk | Jugador             | Edad | P  | PT | MP   | TC  | TCI  | %TC  | T3  | T3I | %T3  | TL  | TLI | %TL  | RO  | RD  | RT   | AS  | RB  | TAP | BP  | FP  | PTS  |
| -- | ------------------- | ---- | -- | -- | ---- | --- | ---- | ---- | --- | --- | ---- | --- | --- | ---- | --- | --- | ---- | --- | --- | --- | --- | --- | ---- |
| 1  | Loy Vaught          | 27   | 80 | 78 | 37.1 | 7.1 | 13.6 | .525 | 0.1 | 0.2 | .368 | 1.9 | 2.6 | .727 | 2.6 | 7.6 | 10.1 | 1.4 | 1.1 | 0.5 | 2.0 | 3.0 | 16.2 |
| 2  | Bison Dele          | 26   | 65 | 65 | 33.2 | 6.4 | 11.8 | .543 | 0.0 | 0.1 | .167 | 3.0 | 4.1 | .734 | 2.3 | 5.3 | 7.6  | 1.9 | 1.1 | 0.8 | 2.9 | 3.5 | 15.8 |
| 3  | Pooh Richardson     | 29   | 63 | 61 | 32.0 | 4.5 | 10.5 | .423 | 1.5 | 3.9 | .384 | 1.2 | 1.7 | .743 | 0.6 | 2.0 | 2.5  | 5.4 | 1.2 | 0.2 | 1.5 | 2.1 | 11.7 |
| 4  | Rodney Rogers       | 24   | 67 | 51 | 29.1 | 4.6 | 9.6  | .477 | 0.7 | 2.3 | .320 | 1.7 | 2.7 | .628 | 1.7 | 2.6 | 4.3  | 2.5 | 1.1 | 0.5 | 2.1 | 3.2 | 11.6 |
| 5  | Malik Sealy         | 25   | 62 | 48 | 25.8 | 4.4 | 10.6 | .415 | 0.3 | 1.6 | .210 | 2.4 | 3.0 | .799 | 1.2 | 2.6 | 3.9  | 1.9 | 1.4 | 0.5 | 1.8 | 2.4 | 11.5 |
| 6  | Terry Dehere        | 24   | 82 | 10 | 24.6 | 3.8 | 8.4  | .459 | 1.7 | 3.9 | .440 | 3.0 | 4.0 | .755 | 0.5 | 1.2 | 1.7  | 4.3 | 0.7 | 0.2 | 2.3 | 2.9 | 12.4 |
| 7  | Brent Barry         | 24   | 79 | 44 | 24.0 | 3.6 | 7.6  | .474 | 1.6 | 3.7 | .416 | 1.4 | 1.7 | .810 | 0.5 | 1.6 | 2.1  | 2.9 | 1.2 | 0.3 | 1.5 | 2.5 | 10.1 |
| 8  | Lamond Murray       | 22   | 77 | 32 | 23.6 | 3.3 | 7.5  | .447 | 0.5 | 1.5 | .319 | 1.3 | 1.7 | .750 | 1.2 | 2.0 | 3.2  | 1.1 | 0.8 | 0.3 | 1.4 | 2.0 | 8.4  |
| 9  | Stanley Roberts     | 25   | 51 | 7  | 15.6 | 2.8 | 6.0  | .464 | 0.0 | 0.0 |      | 1.5 | 2.6 | .556 | 0.8 | 2.4 | 3.2  | 0.8 | 0.3 | 0.8 | 0.9 | 3.0 | 7.0  |
| 10 | Bo Outlaw           | 24   | 80 | 3  | 12.3 | 1.3 | 2.3  | .575 | 0.0 | 0.0 | .000 | 0.9 | 2.0 | .444 | 1.1 | 1.4 | 2.5  | 0.6 | 0.6 | 1.1 | 0.6 | 1.6 | 3.6  |
| 11 | Eric Piatkowski     | 25   | 65 | 1  | 12.1 | 1.5 | 3.7  | .405 | 0.6 | 1.8 | .333 | 1.0 | 1.3 | .817 | 0.6 | 1.0 | 1.6  | 0.7 | 0.4 | 0.2 | 0.7 | 1.3 | 4.6  |
| 12 | Antonio Harvey      | 25   | 37 | 9  | 11.1 | 1.2 | 3.5  | .341 | 0.0 | 0.0 |      | 0.5 | 1.1 | .450 | 1.1 | 1.7 | 2.9  | 0.2 | 0.4 | 0.7 | 0.7 | 1.0 | 2.9  |
| 13 | Keith Tower         | 25   | 34 | 1  | 9.0  | 0.9 | 2.1  | .444 | 0.0 | 0.0 | .000 | 0.5 | 0.8 | .692 | 0.6 | 0.9 | 1.5  | 0.1 | 0.1 | 0.3 | 0.5 | 1.5 | 2.4  |
| 14 | Logan Vander Velden | 24   | 15 | 0  | 2.1  | 0.2 | 0.9  | .214 | 0.0 | 0.3 | .000 | 0.2 | 0.3 | .750 | 0.1 | 0.3 | 0.4  | 0.1 | 0.0 | 0.0 | 0.0 | 0.3 | 0.6  |

## Galardones y récords
| Jugador     | Galardón                                |
| Brent Barry | Campeón del Concurso de Mates de la NBA |